# Rue Jean-Cocteau
La rue Jean-Cocteau est une voie du 18e arrondissement de Paris, en France.

## Situation et accès
La rue Jean-Cocteau est une voie publique située dans le 18e arrondissement de Paris. Elle débute au 15, avenue de la Porte-des-Poissonniers et se termine rue Francis-de-Croisset. Ouverte en 1968, elle a été baptisée en 1971.

## Origine du nom

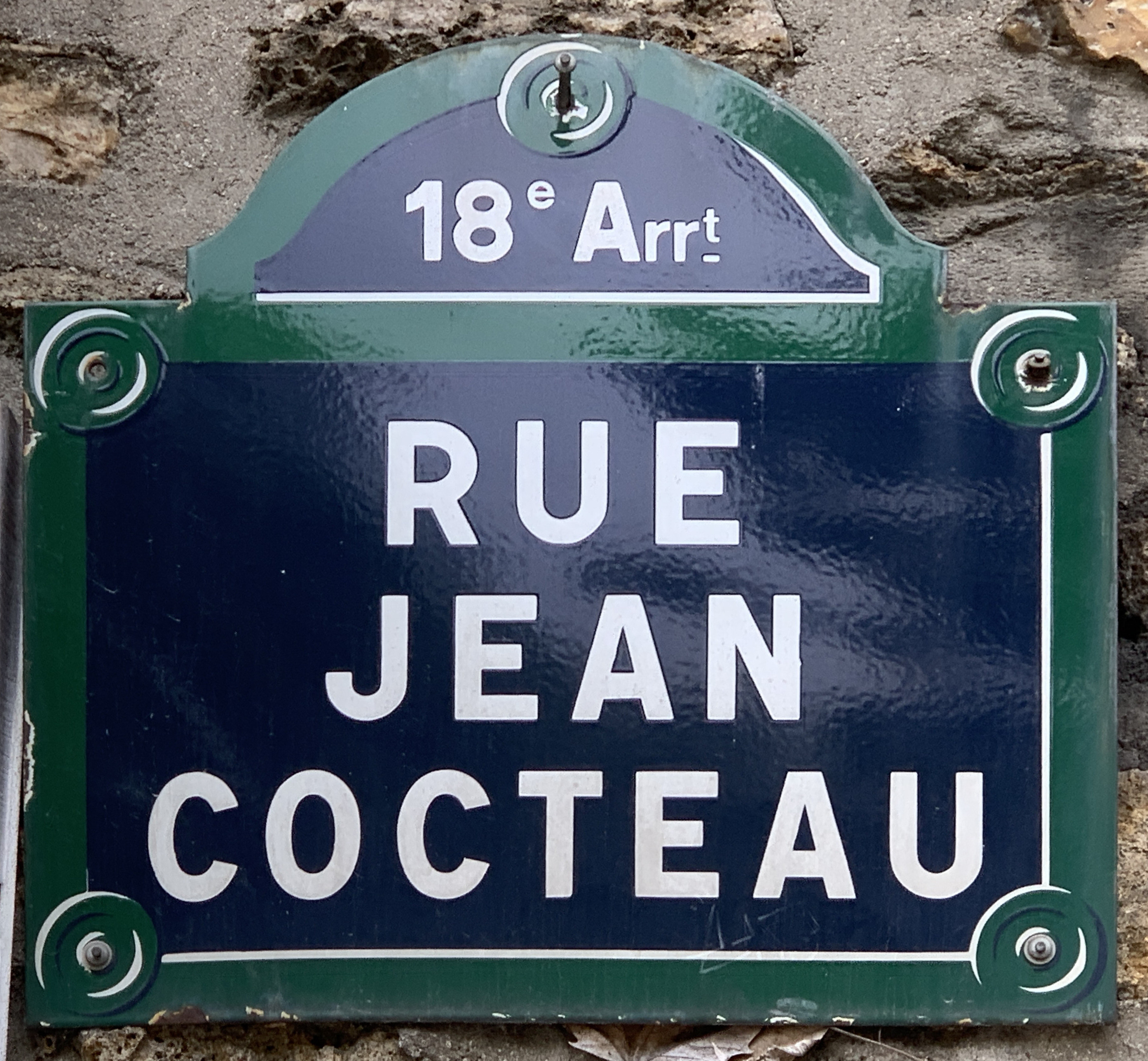
Plaque de la rue.

Elle porte le nom de Jean Cocteau (1889-1963), écrivain, homme de théâtre et de cinéma, peintre et dessinateur.

## Historique
La voie est créée par la Ville de Paris en 1968 sous le nom provisoire de « voie AA/18 » et prend sa dénomination actuelle par arrêté du 28 avril 1971.
Avant l'aménagement du boulevard périphérique, aboutissait la rue de la Chapelle, actuelle rue du Docteur-Bauer à Saint-Ouen, à l'intersection de la rue Jean-Cocteau et de l'avenue de la Porte des Poissonniers.